# Nezamyslice, Klatovy
Nezamyslice là một làng thuộc huyện Klatovy, vùng Plzeňský, Cộng hòa Séc.